# Hutia kubańska
Hutia kubańska (Capromys pilorides), kubohutia samotna – endemiczny gatunek ssaka z podrodziny huti (Capromyinae) w rodzinie kolczakowatych (Echimyidae). Współcześnie występuje na Kubie oraz jedynie na kilku z otaczających ją znacznie mniejszych wysp: Isla de la Juventud, Archipiélago de las Doce Laqunas. Wymarły podgatunek Capromys pilorides lewisi występował na Kajmanach. Równoległa nazwa "Hutia Desmaresta" została nadana na cześć zoologa Anselme Desmaresta, który w 1822 roku opisał gatunek. 

## Zasięg występowania
Hutia kubańska występuje w zależności od podgatunku:
- C. pilorides pilorides – kontynentalna Kuba.
- C. pilorides ciprianoi – południowa część Isla de la Juventud.
- C. pilorides doceleguas – Jardines de la Reina
- C. pilorides gundlachianus – hutia archipelagowa[5] – Sabana
- C. pilorides lewisi – takson wymarły, występował na Kajmanach.
- C. pilorides relictus – północna część Isla de la Juventud.

## Taksonomia
Podgatunek gundlachinus został błędnie podniesiony do rangi gatunku na podstawie rozbieżności sekwencji okazu z Cayo Ballenato del Medio, ale okaz ten pochodził z miejsca poza znanym rozmieszczeniem C. pliorides. Mysateles garridoi jest zwykle uważany za odrębny i słabo znany gatunek z wyspy Maya, w Archipelago de los Canarreso u wybrzeży Kuby, jednak badania reinterpretacyjne wykazały, że takson ten  jest źle zidentyfikowanym osobnikiem C. pliroides i dlatego powinien być uważany za synonim tego gatunku.
Jedyny przedstawiciel rodzaju hutia (Capromys).

### Etymologia
- Capromys: gr. καπρος kapros „dzik”; μυς mus, μυος muos „mysz”[9].
- Macrocapromys: gr. μακρος makros „długi”; rodzaj Capromys Desmarest, 1822 (hutia)[10][2].
- Leptocapromys: gr. λεπτος leptos „delikatny, drobny”; rodzaj Capromys Desmarest, 1822 (hutia)[3].

## Charakterystyka
Jest to jeden z największych gatunków hutii. Pysk jest krótki, łuki jarzmowe silne i szerokie. Wzór zębowy członków tej podrodziny jest następujący: 1 / 1, 0 / 0, 1 / 1, 3 / 3 = 20. C. pilorides jest wielkości dużego kota domowego. Jego waga zazwyczaj zawiera się w przedziale 1–7 kg, ale dochodzi nawet do ok. 9kg. Długość osobnika: 20 do 60 cm. 

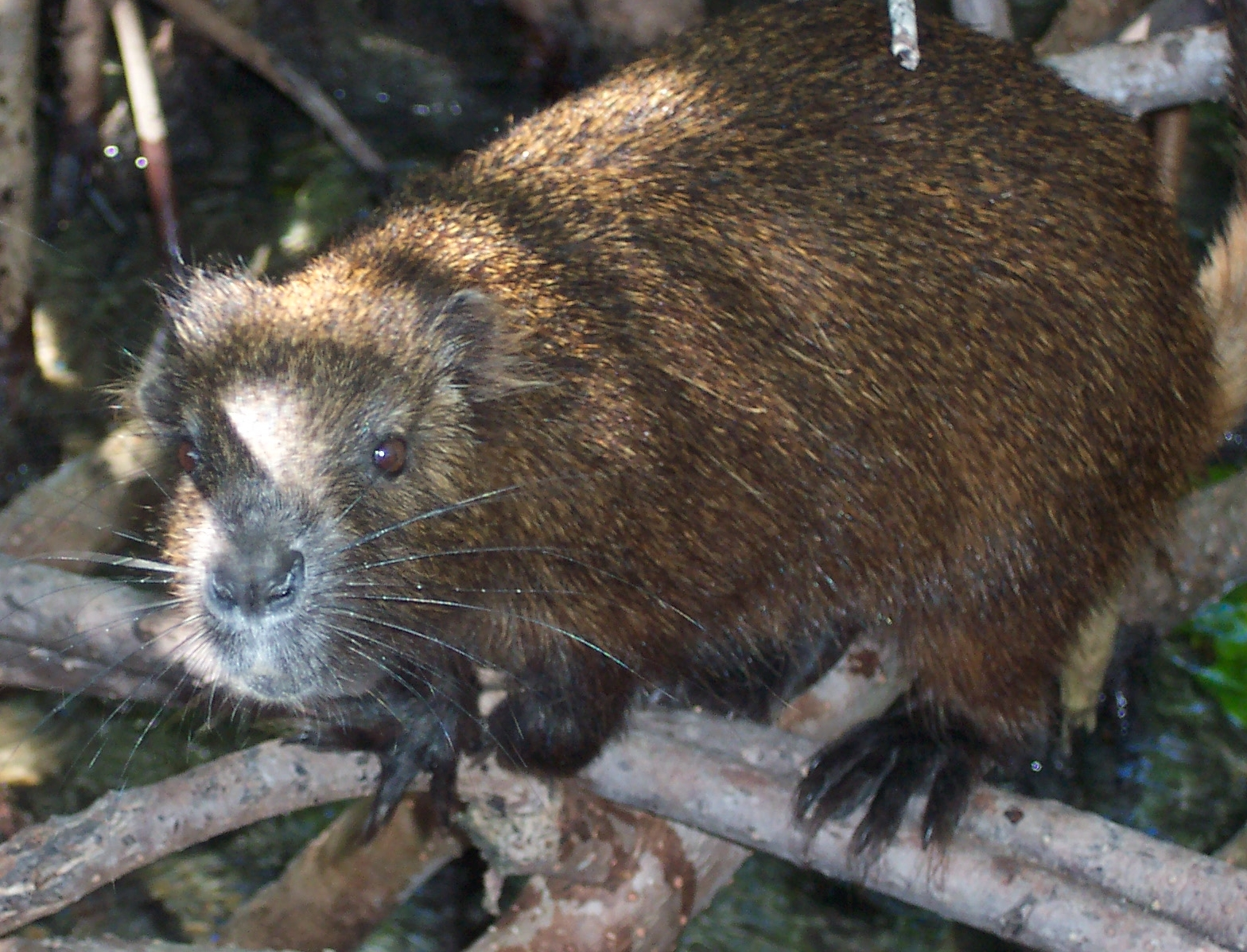
Hutia kubańska (Capromys pilorides)

## Środowisko naturalne
Występuje w różnych formacjach roślinnych. Dobrze porusza się na drzewach, ale funkcjonuje dobrze również na ziemi. Zarówno samce jak i samice mają zwyczaj znaczenia zajmowanego terytorium moczem.

## Rozród
Jak prawie wszystkie gryzonie, hutiowate są zwierzętami stadnymi. Żyją w parach, rodzinach lub w dużych grupach, tworząc kolonie. Często mają wspólne gniazda lub nory.
Okres godowy trwa cały rok. Ciąża: 110 do 140 dni. Rodzi się zazwyczaj od 1 do 3 młodych o wadze ok. 230g. Młode pozostają pod opieką matki przeciętnie około 153 dni. Dojrzałość płciową zdobywają w wieku 10 miesięcy. Żyją do 11 lat.

## Literatura
- Feldhamer, G. A., L. C. Drickamer, S. H. Vessey, and J. F. Merritt. 1999. Mammalogy. Adaptation, Diversity, and Ecology. WCB McGraw-Hill, Boston. xii+563pp.
- Lawlor, Timothy. 1979. Handbook to the orders and families of living mammals. Mad River Press, Eureka, California.
- Macdonald, David. 1984. The encyclopedia of mammals. Facts on File Publications, New York.
- Nowak, Ronald M. and John L. Paradiso. 1983. Walker's mammals of the world. The Johns Hopkins University Press, Baltimore and London, pp 803-810.
- Vaughan, T. A. 1986. Mammalogy. Third Edition. Saunders College Publishing, Fort Worth. vii+576 pp.
- Vaughan, T. A., J. M. Ryan, N. J. Czaplewski. 2000. Mammalogy. Fourth Edition. Saunders College Publishing, Philadelphia. vii+565pp.
- Wilson, Don E. and DeeAnn M. Reeder (eds.). 1993. Mammal species of the world: A taxonomic and geographic reference, 2nd ed.. Smithsonian Institution Press, Washington and London.
- Woods, C. A. 1984. Hystricognath rodents. Pp. 389-446 in Anderson, Sydney and J. Know Jones, Jr. (eds.). Orders and familes of mammals of the world. John Wiley and Sons, New York.